# Coreglia Antelminelli
Coreglia Antelminelli ist eine italienische Gemeinde mit 5053 Einwohnern (Stand 31. Dezember 2023)in der Provinz Lucca in der Toskana und ist Mitglied der Vereinigung I borghi più belli d’Italia (Die schönsten Orte Italiens).

## Geografie

Lage der Gemeinde Coreglia Antelminelli in der Provinz Lucca

Coreglia Antelminelli liegt nordöstlich des Flusses Serchio (5 km im Gemeindegebiet) und nordwestlich des Lima in den Bergen der Garfagnana auf 595 m s.l.m. Höhe, etwa 37 km nördlich der Provinzhauptstadt Lucca. Die Regionalhauptstadt Florenz liegt ca. 67 km südöstlich. Weitere wichtige Gewässer in der Gemeinde sind die Torrenti Ania (9 von 10 km im Gemeindegebiet), Fegana (6 von 10 km im Gemeindegebiet) und Segone (12 von 12 km im Gemeindegebiet). Coreglia Antelminelli liegt im Erzbistum Lucca und in der klimatischen Einordnung italienischer Gemeinden in der Zone E, 2 892 GG.
Zu den Ortsteilen gehören Calavorno, Ghivizzano, Gromignana, Lucignana, Piano di Coreglia, Tereglio und Vitiana.
Die Nachbargemeinden sind Abetone Cutigliano (PT), Bagni di Lucca, Barga, Borgo a Mozzano, Fiumalbo (MO), Gallicano und Pievepelago (MO).

## Geschichte
Der Namenszusatz, den die Gemeinde seit 1862 trägt, verweist auf die Familie der Antelminelli, die hier während des Mittelalters lange Zeit die Macht ausübte. Bekanntester Vertreter der Familie war der ghibellinische Condottiere Castruccio Castracani.
Der Ort wurde zum ersten Mal im 10. Jahrhundert erwähnt. Ab dem 11. Jahrhundert wurde der Ort wirtschaftlich und politisch von Lucca abhängig und im Jahre 1316 von Castruccio Castracani eingenommen. Der Ort blieb, bis auf einige kurze Eroberungen durch Florenz, im Machtbereich der Republik Lucca.

## Wirtschaft
Coreglia Antelminelli war vom 17. bis in das 20. Jahrhundert, neben anderen Nachbargemeinden im Tal des Serchio wie Barga und Bagni di Lucca, das Zentrum der Herstellung von dekorativen Gipsfiguren (Büsten, religiöse Motive, Tiere etc.). Die Hersteller (italienisch Figurinai beziehungsweise Figuristi) dieser Figuren verkauften diese selbst vor allem auf Jahrmärkten und zogen als Wanderarbeiter durch ganz Europa (besonders Frankreich, Deutschland) und später nach Übersee. Die Figurinai waren damit Vorläufer einer ganzen Reihe von späteren wirtschaftlichen Emigrationsbewegungen aus Italien.
Es gibt noch einzelne Betriebe im Serchio-Tal, die der Tradition folgend Gipsfiguren herstellen. Der Hauptwirtschaftszweig der strukturschwachen Gegend ist dagegen heute der Tourismus.

## Kultur und Sehenswürdigkeiten

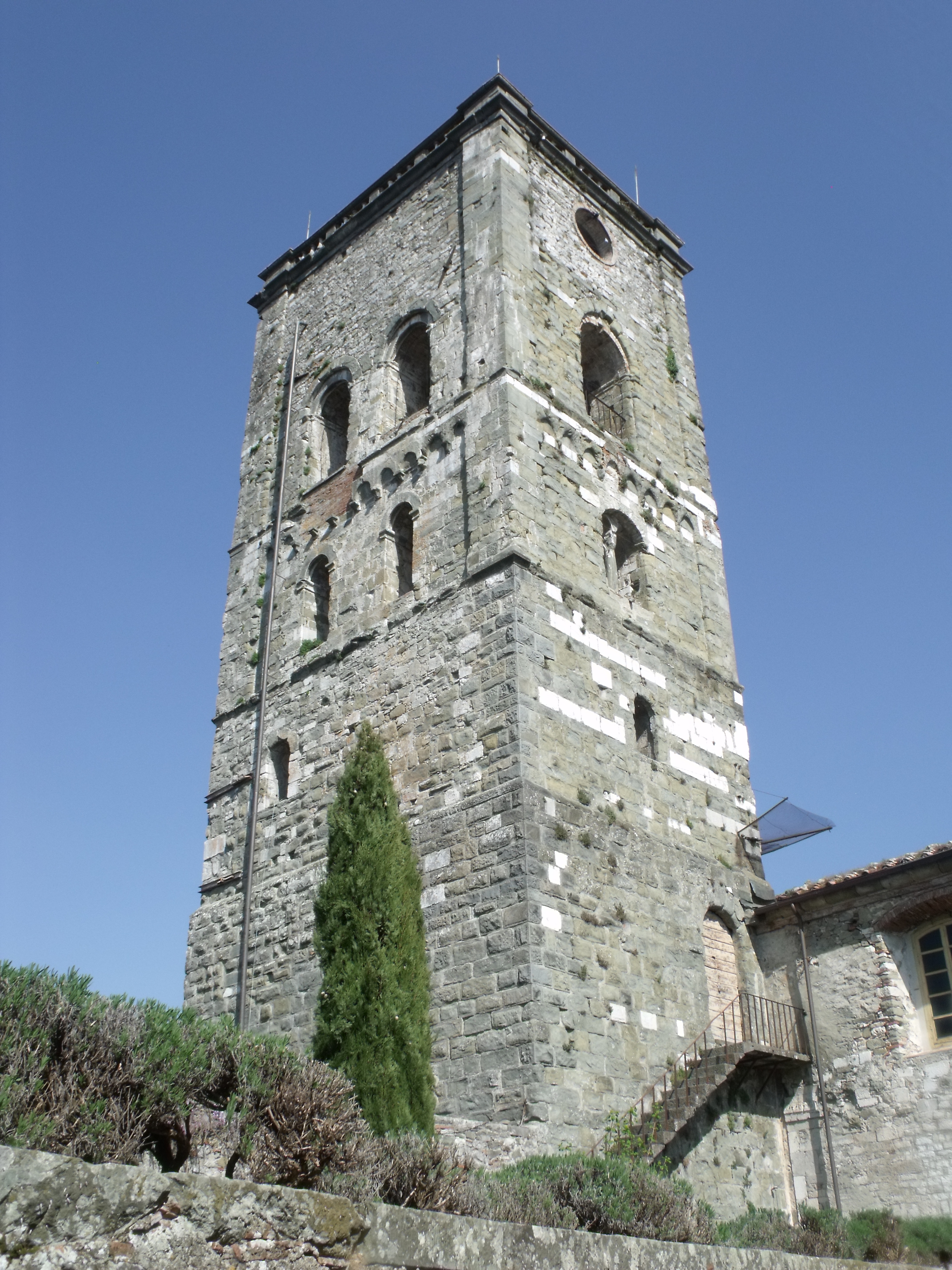
Der Campanile der Pfarrkirche San Michele Arcangelo im Ortskern

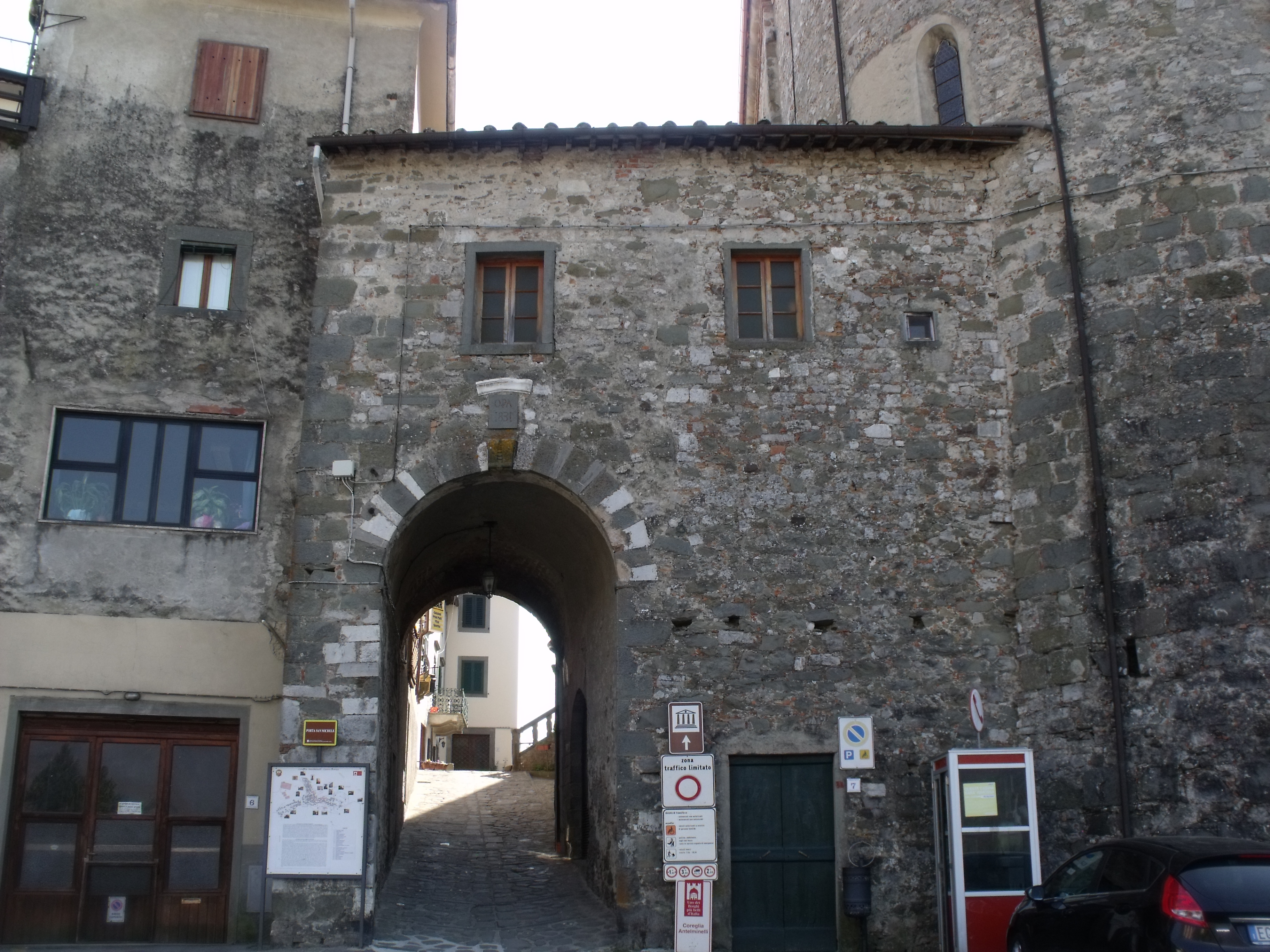
Die Porta San Michele

### Bauwerke
Das Bild des Ortes wird vor allem von Gebäuden aus dem 16. Jh. bestimmt. Ältere Bauwerke sind:
- Die frühromanische Kirche San Martino mit Ursprüngen im 9. Jahrhundert sie gehört zu den ältesten der Provinz Lucca. Die Fassade stammt aus dem 16.–17. Jh., der Campanile aus dem Jahre 1854.
- Die Pfarrkirche San Michele Arcangelo (um das Jahr 1000 errichtet). Die zentrale Statue der Fassade zeigt San Michele. Das Werk wird Matteo Civitali (1436–1501) zugeschrieben.[5]
- Die mittelalterliche Burg Rocca di Coreglia auf dem höchsten Punkt des Ortes.
- Das Rathaus, der Palazzo del Comune, entstand 1572.[6]
- Palazzo Vincenti, Palast im Ortskern und Geburtshaus von Benedetto Puccinelli (1808–1850).[6]
- Die Kirche San Pietro im Ortsteil Ghivizzano entstand 994 durch die Rolandinghi. Enthält die Gräber der Giovanna Castracani (1336) und des Filippo Castracani (1367).[5]
- Die Kirche Santa Maria Assunta im Ortsteil Tereglio, Kirche aus dem 13. Jahrhundert. Wurde im 16. und 17. Jahrhundert vergrößert und enthält das dem Berlinghiero Berlinghieri zugeschriebene Werk Crocifisso di Tereglio.

### Museen
Das Museo della Figurina di Gesso e dell’Emigrazione (Museum der Gipsfiguren und der Emigration) wurde 1975 im Palazzo Vanni eröffnet. Es zeigt über 1300 Exponate, vor allem aus dem 18. und 19. Jahrhundert. Viele Ausstellungsstücke (Formen und Figuren) wurden dem Museum von den heute in der ganzen Welt verstreut lebenden Erben der Figurinai vermacht.

## Verkehr
- Der Ort besitzt den Haltepunkt Ghivizzano-Coreglia an der Bahnstrecke Aulla Lunigiana–Lucca. Er liegt im Ortsteil Ghivizzano.
- Durch das südwestliche Gemeindegebiet, ebenfalls bei Ghivizzano, führt die Strada Statale 445 della Garfagnana. Sie verbindet die Strada Statale 12 dell’Abetone e del Brennero (Borgo a Mozzano) mit der Strada Statale 63 del Valico del Cerreto (Fivizzano).

## Gemeindepartnerschaften
Der Ort hat eine Gemeindepartnerschaft mit seinem Namensvetter Coreglia Ligure seit 2005.

## Söhne und Töchter der Gemeinde
- Benedetto Puccinelli (1808–1850), Botaniker